# Lepidothrix
Genre
Lepidothrix est un genre de passereaux de la famille des Pipridae.

## Liste des espèces
Selon la classification de référence du Congrès ornithologique international (version 14.1. 2024) :
- Lepidothrix velutina (von Berlepsch, 1883)
  - Lepidothrix velutina velutina (Berlepsch, 1883)
  - Lepidothrix velutina minuscula (Todd, 1919)
- Lepidothrix coronata (von Spix, 1825)
  - Lepidothrix coronata caquetae (Meyer de Schauensee, 1953)
  - Lepidothrix coronata carbonata (Todd, 1925)
  - Lepidothrix coronata coronata (von Spix, 1825)
  - Lepidothrix coronata caelestipileata (Goeldi, 1905)
  - Lepidothrix coronata exquisita (Hellmayr, 1905)
  - Lepidothrix coronata regalis (Bond & Meyer de Schauensee, 1940)
- Lepidothrix nattereri (Sclater, PL, 1865)
  - Lepidothrix nattereri nattereri (Sclater, PL, 1865)
  - Lepidothrix nattereri gracilis (Hellmayr, 1903)
- Lepidothrix vilasboasi (Sick, 1959)
- Lepidothrix iris (Schinz, 1851)
  - Lepidothrix iris eucephala (Todd, 1928)
  - Lepidothrix iris iris (Schinz, 1851)
- Lepidothrix suavissima (Salvin & Godman, 1882)
- Lepidothrix serena (Linnaeus, 1766)
- Lepidothrix isidorei (Sclater, PL, 1852)
  - Lepidothrix isidorei isidorei (Sclater, PL, 1852)
  - Lepidothrix isidorei leucopygia (Hellmayr, 1903)
- Lepidothrix coeruleocapilla (Tschudi, 1844)